# Kjakebeinet
Kjakebeinet (norwegisch für Kieferknochen) ist ein Berg im ostantarktischen Königin-Maud-Land. Er ragt östlich des Steinkjeften im südlichen Teil der Kraulberge auf. 
Wissenschaftler des Norwegischen Polarinstituts benannten ihn 1971.